# Daniel Johannes Botha
Daniel Johannes „Daan“ Botha (* 27. Mai 1939 in Pretoria) ist ein südafrikanischer Botaniker. Seine Forschungsschwerpunkte sind die Phytotomie und die Taxonomie. Sein botanisches Autorenkürzel lautet „D.J.Botha“.

## Leben
Botha studierte ab 1958 Botanik und Zoologie an der Universität Pretoria, wo er 1960 den Bachelor of Science erlangte. Er ließ sich zum Lehrer ausbilden und unterrichtete acht Jahre Biologie an einer Sekundarstufe in Pretoria. Nach seiner Rückkehr an die Universität erwarb er 1969 den B.Sc. (Hons) und 1971 den Master of Science. In seiner Masterarbeit mit dem Titel ’N Taksonomies-morfologiese ondersoek van die genus Elegia L. beschäftigte sich Botha mit der Gattung Elegia und stützte sich dabei auf Sammlungen aus dem Westkap. Er sammelte auch viel in der Umgebung von Potchefstroom, in der Kosi Bay im nordöstlichen Teil von KwaZulu-Natal, in den Tsitsikamma-Wäldern am Südkap und entlang des Blyde River Canyons in Mpumalanga. Später, im Jahr 1975, wurde er an der Universität Pretoria mit der Dissertation ’N Taksonomiese studie van die Suid-Afrikaanse verteenwoordigers van die Menispermaceae über die Familie der Mondsamengewächse zum D.Sc. promoviert.
1971 wechselte Botha an die Universität Potchefstroom, wo er vom Dozenten zum Professor und Leiter der botanischen Abteilung aufstieg. Seine Forschungen und Veröffentlichungen aus dieser Zeit konzentrierten sich weiterhin hauptsächlich auf die Elegia und die Familie der Mondsamengewächse. 1984 veröffentlichte er das Buch Trees, Shrubs and Climbers of the Faan Meintjes Nature Reserve. Im Jahr 2000 war er Co-Autor der Schrift Southern African botanical gardens needs assessment.
1985 wurde er Direktor der Abteilung Gärten und Gartenbau des National Botanical Institute, das später im South African National Biodiversity Institute aufging. Vom Hauptsitz im Botanischen Garten Kirstenbosch aus leitete er die acht nationalen botanischen Gärten Südafrikas und unterstützte und beriet die Botanischen Gärten der Nachbarländer. Im Jahr 2000 ging er in den Ruhestand.
Botha sammelte ungefähr 2000 Herbarbelege in der ehemaligen Provinz Transvaal und im nördlichen KwaZulu-Natal. Diese befinden sich im Steere-Herbarium der Nordwest-Universität.